# Gabriel Zufferey
Pour les articles homonymes, voir Zufferey.
Gabriel Zufferey est un pianiste suisse de jazz né en 1984 à Genève.

## Biographie
Gabriel Zufferey étudie la musique dès son plus jeune âge et impressionne son public lors de ses premiers concerts à 12 ans. À 14 ans, il obtient le prix du « Meilleur espoir » offert par la SACEM au concours de piano jazz Martial Solal / Ville de Paris. À 16 ans, il reçoit le "Prix spécial du jury" au concours du Piano Solo du Montreux Jazz Festival.
À 19 ans, il réalise son premier album Après l'Orage sorti en 2004 chez Bee Jazz en compagnie du batteur Daniel Humair et du contrebassiste Sébastien Boisseau. En 2010, il enregistre son second album, Hear & Know, toujours chez Bee Jazz, avec Ramón López à la batterie et aux percussions, Samuel Blaser au trombone et Patrice Moret à la contrebasse. Ces deux albums ont reçu **** selon Jazzmagazine.
Fin 2011, il trouve l’opportunité d’enregistrer son premier album solo dans un village isolé à 1 700 mètres d’altitude. Gabriel a envisagé Contemplation comme une lettre ouverte, une réflexion sur son monde et celui des autres. Tel un chemin initiatique vers la réalisation de soi et au-delà. L'album sera disponible le 17 mai 2012 chez Bee Jazz.

## Discographie
- Gabriel Zufferey, Contemplation (piano solo), 2012, Bee Jazz, BEE052
- Gabriel Zufferey, Hear & Know, 2010, Bee Jazz, BEE025 - avec Patrice Moret (b), Ramón López (d), Samuel Blaser (tb)
- Gabriel Zufferey, Après l'Orage, 2004, Bee Jazz, BEE006 - avec Daniel Humair, Sébastien Boisseau (b).